# Västra Näs
Västra Näs is een plaats in de gemeente Sölvesborg in het landschap Blekinge en de provincie Blekinge län in Zweden. De plaats heeft 66 inwoners (2005) en een oppervlakte van 6 hectare.

Port
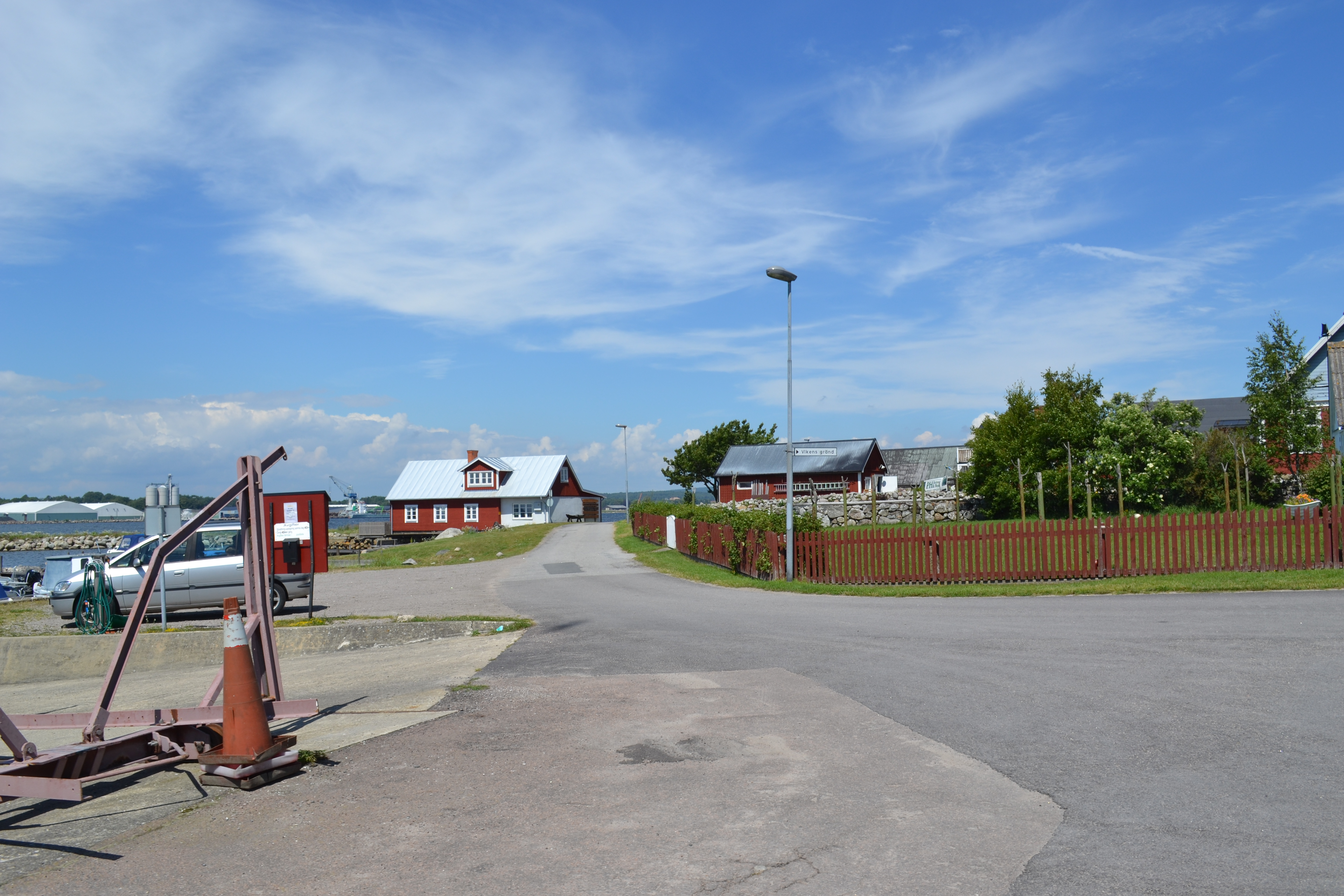
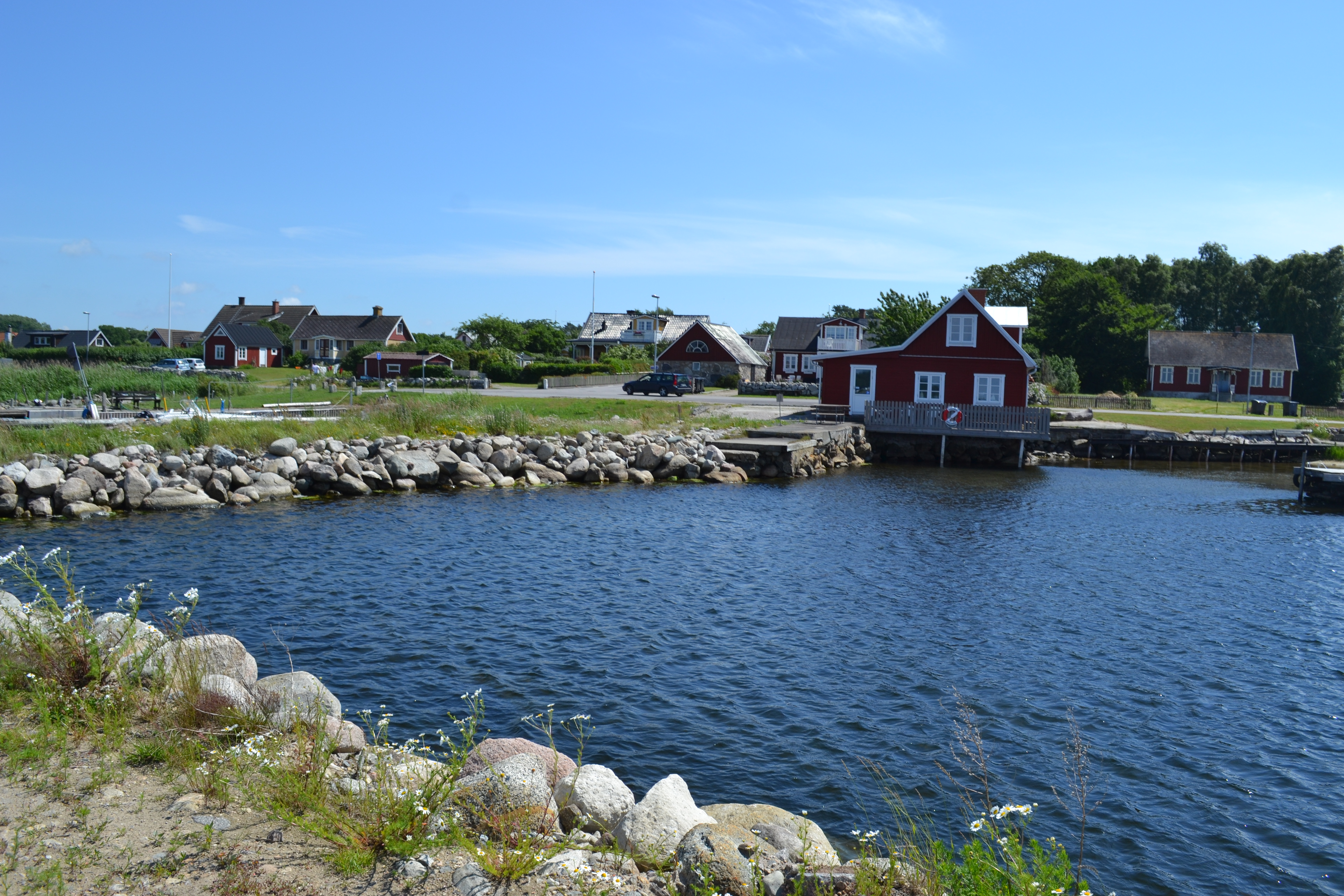
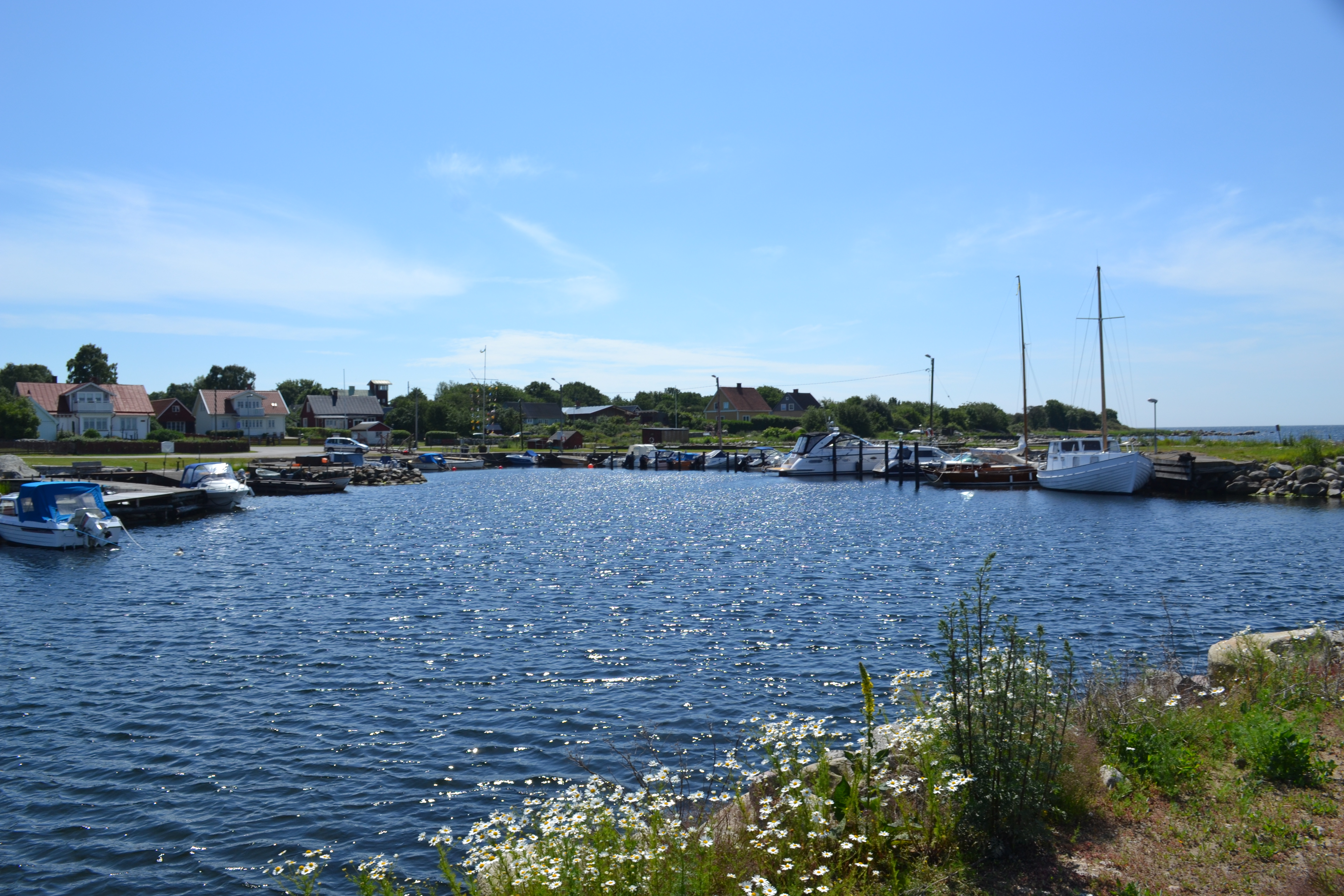